# Sói Ả rập
Sói Ả Rập (Canis lupus arabs) là một phân loài của sói xám. Sói Ả Rập nhỏ và có màu xám nhạt. Nó sống ở một số khu vực nhỏ ở miền nam Israel, phía nam và phía tây Iraq, Oman, Yemen, Jordan, Ả Rập Xê Út và có lẽ ở một số phần ở phía nam bán đảo Sinai ở Ai Cập.
Sói Ả Rập chủ yếu ăn các động vật móng guốc nhỏ, nhưng cũng ăn những loài động vật nhỏ như cá, ốc, khỉ đầu chó con , động vật gặm nhấm và thỏ. Chúng cũng ăn những vật nuôi nhỏ như cừu và dê. Vì thế, chũng bị tấn công bởi nông dân, hoặc bị đầu độc.
Sau lệnh cấm săn bắn ở Oman, quần thể sói ở đó đã tăng. Tại Israel, ước tính tổng quần thể sói khoảng 150 cá thể.